# Broadwater, West Sussex
Broadwater är en del av en befolkad plats i distriktet Worthing, Storbritannien. Den ligger i grevskapet West Sussex och riksdelen England, i den södra delen av landet, 80 km söder om huvudstaden London. Broadwater ligger 11 meter över havet och antalet invånare är 8 442. Broadwater var en civil parish fram till 1902 när blev den en del av Worthing, Durrington och Sompting. Civil parish hade 1 187 invånare år 1901. Byn nämndes i Domedagsboken (Domesday Book) år 1086, och kallades då Estorchetone/Storgetune.
Terrängen runt Broadwater är huvudsakligen platt, men norrut är den kuperad. Havet är nära Broadwater söderut. Närmaste större samhälle är Worthing, 1,2 km söder om Broadwater. 